# Roberto Mañalich
Roberto Mañalich Alfonso (L'Avana, 4 marzo 1906 – ...) è stato uno schermidore cubano.

## Biografia
Ha partecipato ai Giochi della XIV Olimpiade di Londra nel 1948.

## Palmarès
In carriera ha conseguito i seguenti risultati:
- Giochi Panamericani:

Buenos Aires 1951: bronzo nella spada a squadre.
Chicago 1959: argento nella spada a squadre.